# Tioga (Texas)
Tioga è un centro abitato degli Stati Uniti d'America situato nella contea di Grayson dello Stato del Texas.
La popolazione era di 803 persone al censimento del 2010. Fa parte dell'area metropolitana di Sherman–Denison.

## Geografia fisica
Tioga è situata a 33°28′05″N 96°55′03″W (33.468036, -96.917595).
Secondo lo United States Census Bureau, ha un'area totale di 1,2 miglia quadrate (3,1 km²), di cui 1,2 miglia quadrate (3,1 km²) di terreno e lo 0,81% d'acqua.

## Società

### Evoluzione demografica
Secondo il censimento del 2000, c'erano 754 persone, 291 nuclei familiari e 197 famiglie residenti nella città. La densità di popolazione era di 611,7 persone per miglio quadrato (236,7/km²). C'erano 314 unità abitative a una densità media di 254,8 per miglio quadrato (98,6/km²). La composizione etnica della città era formata dal 93,90% di bianchi, lo 0,40% di afroamericani, lo 0,27% di nativi americani, l'1,19% di asiatici, il 2,39% di altre razze, e l'1,86% di due o più etnie. Ispanici o latinos di qualunque razza erano il 13,13% della popolazione.
C'erano 291 nuclei familiari di cui il 32,3% aveva figli di età inferiore ai 18 anni, il 55,7% erano coppie sposate conviventi, l'8,2% aveva un capofamiglia femmina senza marito, e il 32,0% erano non-famiglie. Il 25,8% di tutti i nuclei familiari erano individuali e l'11,3% aveva componenti con un'età di 65 anni o più che vivevano da soli. Il numero di componenti medio di un nucleo familiare era di 2,59 e quello di una famiglia era di 3,19.
La popolazione era composta dal 26,3% di persone sotto i 18 anni, il 9,0% di persone dai 18 ai 24 anni, il 32,1% di persone dai 25 ai 44 anni, il 20,3% di persone dai 45 ai 64 anni, e il 12,3% di persone di 65 anni o più. L'età media era di 35 anni. Per ogni 100 femmine c'erano 101,1 maschi. Per ogni 100 femmine dai 18 anni in giù, c'erano 94,4 maschi.
Il reddito medio di un nucleo familiare era di 37.153 dollari, e quello di una famiglia era di 44.688 dollari. I maschi avevano un reddito medio di 29.200 dollari contro i 27.778 dollari delle femmine. Il reddito pro capite era di 17.373 dollari. Circa il 5,0% delle famiglie e il 6,4% della popolazione erano sotto la soglia di povertà, incluso il 3,9% di persone sotto i 18 anni e il 14,0% di persone di 65 anni o più.